# Gahama (vattendrag i Burundi, Cankuzo, lat -3,32, long 30,66)
Gahama är ett vattendrag i Burundi.   Det ligger i provinsen Cankuzo, i den östra delen av landet, 140 kilometer öster om huvudstaden Bujumbura.
I omgivningarna runt Gahama växer huvudsakligen savannskog. Runt Gahama är det ganska glesbefolkat, med 32 invånare per kvadratkilometer.